# Élections législatives ålandaises de 2007
Les élections législatives ålandaises de 2007 se sont déroulées le 21 octobre 2007. Elles ont permis le renouvellement des 30 sièges du Lagting, le parlement régional.

## Résultats
| Parti                           | Parti                           | Voix   | Voix   | %    | %    | Députés | Députés |
| ------------------------------- | ------------------------------- | ------ | ------ | ---- | ---- | ------- | ------- |
|                                 | Liberalerna på Åland            | 4 173  | +1 203 | 32,6 | +8,5 | 10      | +3      |
|                                 | Ålandsk Center                  | 3 106  | +126   | 24,2 | +0,1 | 8       | +1      |
|                                 | Obunden Samling                 | 1 571  | +408   | 12,3 | +2,9 | 4       | +1      |
|                                 | Ålands Socialdemokrater         | 1 512  | -826   | 11,8 | -7,2 | 3       | -3      |
|                                 | Frisinnad Samverkan             | 1 235  | –424   | 9,6  | –4,0 | 3       | –1      |
|                                 | Ålands Framtid                  | 1 069  | +269   | 8,3  | +1,8 | 2       | ±0      |
|                                 | Hutgruppen                      | 153    | —      | 1,2  | —    | 0       | —       |
| Total (67,8 % de participation) | Total (67,8 % de participation) | 13 166 |        | 100  |      | 30      |         |

## Membres

### Center
- Gun Carlson
- Anders Englund
- Harry Jansson
- Runar Karlsson
- Henry Lindström
- Jan-Erik Mattson
- Roger Nordlund
- Jan Salmén
- Roger Slotte

### Liberalerna
- Ulla-Britt Dahl
- Raija-Liisa Eklöw
- Sirpa Eriksson
- Olof Erland
- Gunnar Jansson
- Margaret Lundberg
- Folke Sjölund
- Leo Sjöstrand
- Torsten Sundblom

### Obunden samling
- Fredrik Karlström
- Gun-Mari Lindholm
- Mika Nordberg
- Danne Sundman

### Frisinnad Samverkan
- Johan Ehn
- Roger Jansson
- Åke Mattson
- Jörgen Strand

### Socialdemokrater
- Carina Aaltonen
- Camilla Gunell
- Barbro Sundback

### Ålands framtid
- Anders Eriksson[1]